# 네즈데트 위루으
무스타파 네즈데트 위루으(튀르키예어: Necdet Üruğ, 1921년 2월 19일 ~ 2021년 4월 18일)는 터키의 군인이다.
1971년 터키 쿠데타 때 육군 사령관이었던 파루크 귀를러의 조카이다.
1978년부터 1981년까지 터키 육군 1군 사령관을 맡았다. 1980년 터키 쿠데타 이후에는 육군 사령관(1983)과 참모총장(1983~1987)을 지냈다.
2021년 이스탄불에서 코로나19로 사망했다.